# Каменев, Александр Фёдорович
Каменев Александр Федорович (род. 1934) — советский инженер, российский государственный деятель.

## Биография
Окончил Ленинградский технологический институт целлюлозной промышленности.
В 1970 годах работал в ЛТИ ЦБ.В 1975 году защитил кандидатскую диссертацию, а в 1978 году защитил докторскую диссертацию.
С 1977 по 1983 годы был ректором ЛТИ ЦБП.
С 1984 года был заместителем председателя ГКНТ СССР.
С 1988 года был заместителем председателя бюро совета министров РСФСР по машиностроению.
Заместитель Председателя Совета Министров РСФСР с 18 февраля 1991 года по 15 ноября 1991 года.

## Сочинения
- Каменев А. Ф. Технические системы: Закономерности развития